# Louis Tillhet
Louis Tillhet, né Jacques Tillhet, le 28 février 1875 à Saint-Pierre-de-Bat (Gironde) et mort le 24 avril 1930 à Paris, est un industriel et homme politique français. Il a été député des Ardennes entre 1919 et 1924.

## Biographie
Issu d'un milieu modeste - son père, Jacques, est charpentier -, Tillhet a la possibilité d'effectuer des études supérieures. Il est diplômé ingénieur de l'École nationale supérieure d'arts et métiers d'Angers. Il exerce successivement à Valenciennes (Nord) puis à Nouzonville (Ardennes) où il s'établit comme industriel. Là, il est à la tête de la Société anonyme nouzonnaise de ferrures. En 1919, Tillhet est également président de la chambre de commerce et d'industrie de Sedan.
Sous les couleurs du Parti républicain démocratique (centre-droit), Louis Tillhet est une première fois candidat à la députation, dans la première circonscription de l'arrondissement de Mézières, en 1914, mais ne parvient pas à se hisser au second tour.
Lors des élections législatives de 1919, il est candidat sur la liste d'Union républicaine (Bloc national). Cette liste, qui réunit les radicaux, les modérés (comme Tillhet) et les conservateurs, emporte les six sièges de députés mis aux voix. Tillhet s'inscrit à la Chambre au groupe parlementaire des Républicains de gauche. Il s'y distingue par sa faible activité. En 1924, il ne se représente pas.

## Sources
- « Louis Tillhet », dans le Dictionnaire des parlementaires français (1889-1940), sous la direction de Jean Jolly, PUF, 1960 [détail de l’édition]
- Raymond Stévenin, « Les élections de 1919 dans les Ardennes », dans Revue historique ardennaise, XXII, pp.155 à 168.